# Trypethelium cartilagineum
Trypethelium cartilagineum är en lavart som först beskrevs av Fée, och fick sitt nu gällande namn av Aptroot. Trypethelium cartilagineum ingår i släktet Trypethelium och familjen Trypetheliaceae.   Inga underarter finns listade i Catalogue of Life.